# Чіпукізі
Футбольний клуб Чіпукізі або просто Чіпукізі (англ. Chipukizi Football Club) — професіональний танзанійський та занзібарський футбольний клуб з Занзібару на однойменному острові. З 2014 року виступає в Другому дивізіоні чемпіонату Занзібару.

## Історія
Заснований у столиці Занзібару, найвищим досягнення клубу були срібні медалі Прем'єр-ліги Занзібару сезону 2007 року, в фінальному поєдинку чемпіонату «Чіпукізі» з рахунком 2:5 поступився «М'ємбені», завдяки 2-му місці в чемпіонаті команда зуміла кваліфікуватися для участі в Кубку конфедерації КАФ.
На міжнародному рівні «Чіпукізі» виступав у Кубку Конфедерації КАФ 2008, в якому занзібарський колектив поступився вже в попередньому раунді представнику Замбії, клубу «Грін Баффалоз».

## Досягнення
- Прем'єр-ліга Занзібару
  -  Срібний призер (1): 2007

## Статистика виступів
| Сезон | Турнір                 | Раунд      | Клуб          | Вдома | На виїзді | Загалом |
| ----- | ---------------------- | ---------- | ------------- | ----- | --------- | ------- |
| 2008  | Кубок конфедерації КАФ | Попередній | Грін Баффалоз | 0-5   | 0-2       | 0-7     |